# Eurosclérose
Le terme « eurosclérose » est un terme inventé dans les années 1970 et au début des années 1980 pour désigner à la fois une période politique et une structure économique en Europe, faisant allusion au terme de médecine sclérose. 
Économiquement, il a été utilisé pour décrire les pays qui avait un taux de chômage élevé et une création d’emplois lente en dépit de la croissance, contrairement à ce que les États-Unis ont connu à la même période, où l’expansion économique a été accompagnée d’une hausse de la croissance de l’emploi. 
Dans sa dimension politique, le terme a été utilisé pour désigner une période de stagnation quant à l’intégration européenne. La lenteur de l’élargissement, un manque de démocratie et des problèmes économiques, avec des attitudes négatives à la Communauté économique européenne (CEE) de plus en plus importantes. Wilfried Martens, Premier ministre de Belgique de 1981 à 1992, déclare dans ses Mémoires, en 2008, que la période d’eurosclérose s’est vue se terminer avec l’Acte unique européen (1986) qui a relancé la conduite à l’intégration en encadrant le marché unique de la CEE.
Comme terme économique, l’ « eurosclérose » a été ensuite utilisée — plus largement — pour désigner une stagnation économique.
Le terme aurait été inventé par l’économiste allemand Herbert Giersch afin de décrire la réglementation excessive et la générosité de l’État-providence, qui peuvent largement nuire à l’efficacité et à la création d’emplois.

## Sources

## Compléments